# Ариои

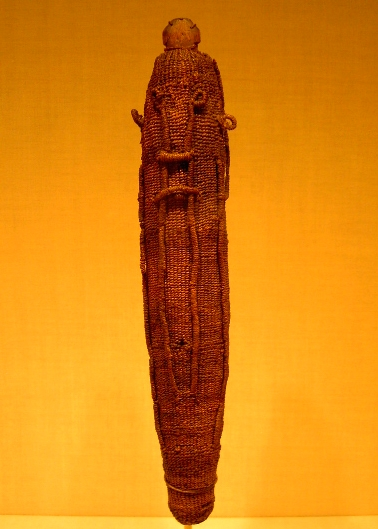
Идол (Тоо) бога Оро

Ариои — тайная организация Острова Общества с иерархической структурой, эзотерической доктриной, а также культовыми и культурными функциями. Среди ариои были как мужчины, так и женщины всех социальных слоев, хотя мужчины преобладали. Ариои главным образом почитали бога войны Оро, которого они считали основателем своего ордена.

## Структура

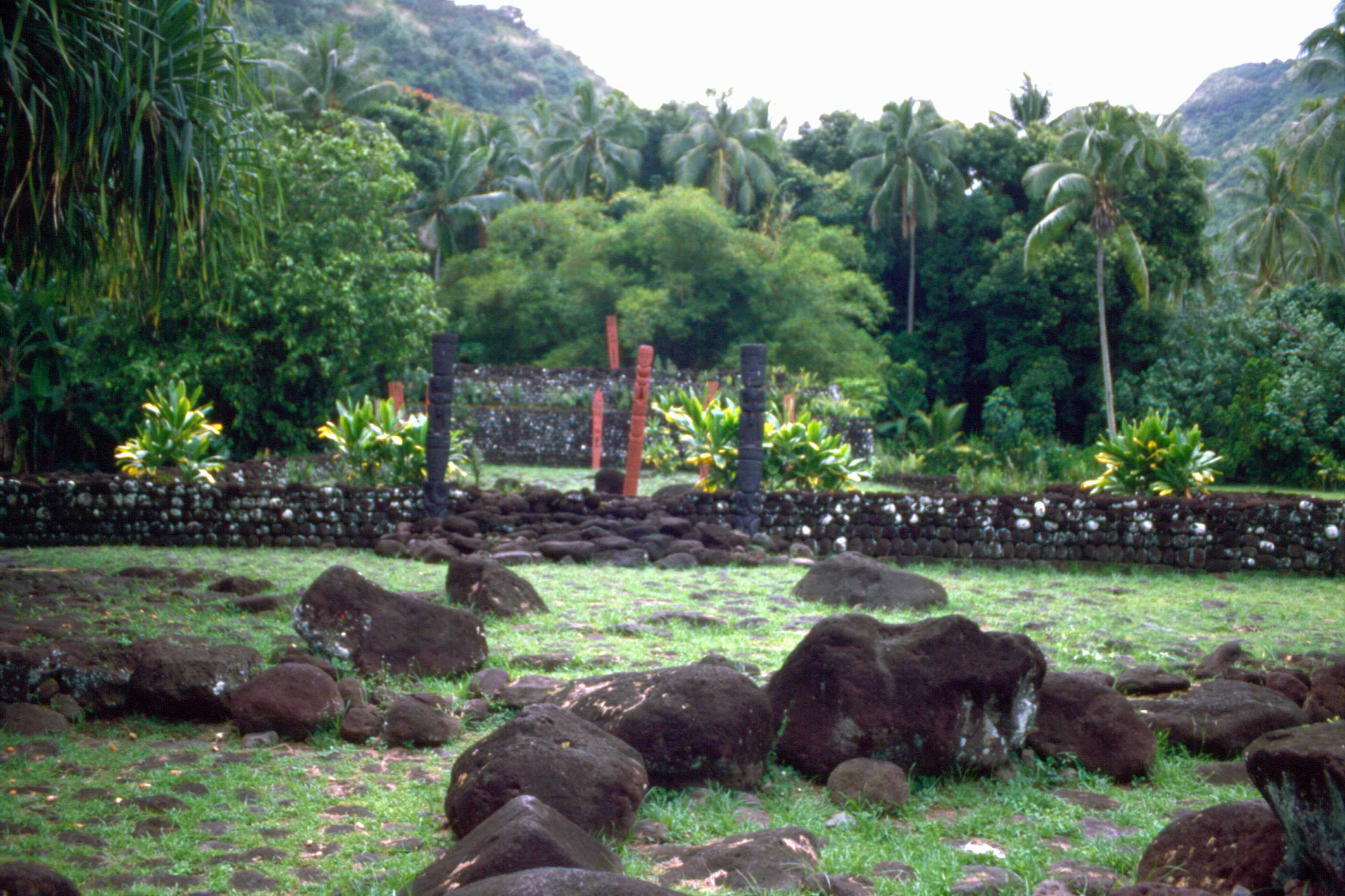
Таити. Мараэ Арахураху-тал

Структура ордена Ариои была отражением иерархического общества королевства Таити. В структуре организации существовало 8 степеней посвящения. Теоретически, все уровни были открыты для всех социальных групп, но на практике главными чинами ариои могли стать лишь представители высочайшей аристократии.
У каждого из Островов Общества была своя собственная группа ариои, каждая из которых была связана с особым местом поклонения (мараэ), а также со своими религиозными руководителями. Верховным лидером был главный жрец Раиатеи, поскольку там в деревне Опоа находилась самая священная из всех культовых платформ в Полинезии.

## Закат организации
Начавшаяся в первой половине XIX века христианизация Островов Общества привела к ликвидации ордена Ариоя. Миссионеры были категорически против ариоя из-за их практики, которая явно противоречила христианскому учению.